# موسيس أوركوما
موسيس أوركوما(مواليد 19 يوليو 1994 في نيجيريا) هو لاعب كرة قدم نيجيري محترف.

## روابط خارجية
- موسيس أوركوما على موقع قاعدة بيانات كرة القدم.إي يو (الإنجليزية)
- موسيس أوركوما على موقع عالم كرة القدم.نت (الإنجليزية)